# La Tribuna (Barcelona)
La Tribuna fue un periódico español editado en Barcelona entre 1903 y 1931.

## Historia
El diario, fundado en 1903, llegó a ser una publicación de cierto peso. No obstante, a lo largo de su historia cambiaría repetidamente de propietario y de línea editorial. La Tribuna llegó a ser propiedad del empresario Juan Pich y Pon, quien lo adquirió en 1911 y le dio una nueva línea editorial que reforzaba el contenido gráfico. Durante el contexto de la Primera Guerra Mundial el diario adoptó una línea editorial abiertamente germanófila. En 1919 la publicación pasó a manos de otro propietario. Según Josep M. Figueres, hacia 1931 la publicación mantenía una línea editorial socialista.
Desapareció poco después de la proclamación de la Segunda República, en 1931.